# Leioproctus plaumanni
Leioproctus plaumanni là một loài Hymenoptera trong họ Colletidae. Loài này được Michener mô tả khoa học năm 1989.